# Дадли, Джаред
Джаред Энтони Дадли (англ. Jared Anthony Dudley; 10 июля 1985, Сан-Диего, Калифорния, США) — американский бывший профессиональный баскетболист, выступал в Национальной баскетбольной ассоциации. Играл на позиции атакующего защитника и лёгкого форварда. Был выбран на драфте НБА 2007 года в первом раунде под общим 22-м номером командой «Шарлотт Бобкэтс».

## Профессиональная карьера

### Колледж
Во время учёбы в колледже выступал за команду Бостонского колледжа «Иглз». Наряду с Шоном Маршаллом был капитаном команды. В последнем сезоне был лидером колледжа по количеству набранных очков и подборов. В команде провёл четыре года, причем в первых трёх сезонах принял участие во всех матчах регулярного сезона. Однако в декабре 2006 года получил травму.
29 ноября 2006 года в матче против Университета штата Мичиган набрал 30 очков, матч транслировался по национальному телевидению. Наибольшее достижение в карьере на уровне колледжей — 36 набранных очков в матче против университета Вилланова, матч проходил 19 января 2005 года, а его команда одержала победу. В последнем сезоне набирал 19 очков и отдавал 3 результативные передачи в среднем за матч.
На уровне колледжей Дадли был признан Игроком года Атлантической конференции 2007 года и попал во вторую сборную All-American.

### Шарлотт Бобкэтс (2007–2008)
28 июня 2007 года Дадли был выбран под общим 22-м номером драфта НБА командой «Шарлотт Бобкэтс». Игрок практически сразу попал в заявку команды и дебютировал 24 ноября 2007 года в матче против «Бостона», в котором набрал 11 очков и совершил 9 подборов. В дальнейшем стал одним из ключевых игроков «Шарлотт», выходил в основном на замену. В сезоне 2007-08 года в среднем за матч набирал 5,8 очков.
До продажи в «Финикс» в сезоне 2008-09 сыграл за «Шарлотт» в 20 матчах, в которых набирал 5,4 очка за игру.

### Финикс Санз (2008–2013)
18 декабря 2008 года Дадли вместе с одноклубником Джейсоном Ричардсоном и правом выбора «Бобкэтс» во втором раунде 2010 года был продан в «Санз». В обмен клуб получил Раджу Белла, Бориса Дьяо и Шона Синглетари. Дадли привлек внимание СМИ после видео интервью с партнерами по «Санз», которые он разместил в сети Интернет, и высказываниях в Twitter под никами JMZ и JSPN (пародия а TMZ.com и ESPN). Дадли сыграл в дебютном сезоне за «Санз» 20 матчей в среднем собирал 3,0 подбора, отдавал 0,8 результативных передач и набирал 5,5 очков.
В сезоне 2009/10 года Дадли стал одним из ключевых игроков команды в серии плей-офф. Он выходил во всех 16 матчах «Санз» плей-офф, атакуя с процентом 42,4 % с трехочковой линии. Однако в финале Западной конференции команда уступила «Лос-Анджелес Лейкерс» со счётом 2-4.
Хотя «Санз» не попала в плей-офф в сезоне 2010/11, Дадли в среднем набирал 10,6 очков за матч. Он сыграл в 82 матчах, из которых в 15 выходил в стартовом составе.
В укороченном сезоне 2011/12 Дадли набирал 12,7 очков за матч, совершал 4,6 подборов и отдавал 1,7 результативных передач за игру. В стартовом составе он выходил в 60 матчах. Однако, «Санз» вновь не попал в плей-офф. После окончания сезона 2011/12 годов, NBA TV объявила о том, что Дадли стал победителем в номинации «BIG Award», опередив Джеймса Хардена и Кевина Лава, в основном за счёт публикаций в Twitter.
Из-за того, что команду в сезоне 2012/13 годов покинули ветераны Стив Нэш и Грант Хилл, Дадли и О’Нил получили капитанские повязки.
26 декабря 2012 года в домашнем матче против «Нью-Йорк Никс» (97-99) установил личный рекорд результативности в НБА, набрав за 42 минуты 36 очков. За 4 дня до этого Дадли установил также личный рекорд по передачам (10).

### Лос-Анджелес Клипперс (2013–2014)
10 июля 2013 года был обменян в «Лос-Анджелес Клипперс» в рамках трёхсторонней сделки, в которой также принимали участие «Милуоки Бакс» и «Финикс Санз».

### Милуоки Бакс (2014—2015)
26 августа 2014 года Дадли был обменян вместе с защищенным выбором первого раунда драфта 2017 года в команду «Милуоки Бакс» на Карлоса Дельфино, Мирослава Радульицу и выбор второго раунда драфта 2015 года. В том сезоне Дадли играл в команде в качестве атакующего защитника из-за большого количества игроков на передней линии.
26 декабря 2014 года Дадли стал первым игроком, который за всю игру ни разу не промахнулся, совершив не менее 10 точных бросков и из них 3 трехочковых, реализовав в игре 10 из 10 бросков с игры и из них 4 попадания с трехочковой линии. Он набрал 24 очка, 4 подбора, 4 перехвата и 2 передачи в разгромной победе над «Атлантой Хокс».
30 июня 2015 года Дадли подписал контракт с «Бакс» на сезон 2015/16.

### Вашингтон Уизардс (2015—2016)
9 июля 2015 года Дадли был обменян в «Вашингтон Уизардс» на защищенный будущий выбор второго раунда. 21 июля он выбыл на три-четыре месяца после операции по удалению грыжи межпозвоночного диска.

### Возвращение в Финикс (2016—2018)
8 июля 2016 года Дадли подписал контракт с «Финикс Санз», вернувшись в команду во второй раз. Хотя Дадли не был основным игроком, он стал стартовым мощным форвардом «Санз» в начале сезона 2016/17. После семи игр он был переведен на скамейку запасных, а 9 ноября набрал максимальные за сезон 19 очков в победе над «Детройт Пистонс». 24 марта 2017 года Дадли сделал максимальные за сезон 10 передач в поражении от «Бостон Селтикс». 5 апреля он набрал максимальные в сезоне 19 очков в проигрыше от «Голден Стэйт Уорриорз».

### Бруклин Нетс (2018–2019)
20 июля 2018 года был обменян из «Финикс Санз» в «Бруклин Нетс».

### Лос-Анджелес Лейкерс (2019–2021)
2 июля 2019 года Дадли заключил контракт на один год с клубом «Лос-Анджелес Лейкерс». Он согласился на минимальную ветеранскую зарплату в размере 2,5 млн долларов. Джаред имел также предложения от клубов «Бруклин Нетс» и «Детройт Пистонс», но предпочёл «Лейкерс».

## Тренерская карьера

### Даллас Маверикс (2021—настоящее время)
24 августа 2021 года Дадли объявил о завершении карьеры в НБА после 14 сезонов и присоединился к тренерскому штабу Джейсона Кидда в «Даллас Маверикс» в качестве помощника тренера.

## Статистика

### Статистика в НБА
| Сезон                                                                                    | Команда   | Регулярный сезон | Регулярный сезон | Регулярный сезон | Регулярный сезон | Регулярный сезон | Регулярный сезон | Регулярный сезон | Регулярный сезон | Регулярный сезон | Регулярный сезон | Регулярный сезон | Серия плей-офф | Серия плей-офф | Серия плей-офф | Серия плей-офф | Серия плей-офф | Серия плей-офф | Серия плей-офф | Серия плей-офф | Серия плей-офф | Серия плей-офф | Серия плей-офф |
| Сезон                                                                                    | Команда   | GP               | GS               | MPG              | FG%              | 3P%              | FT%              | RPG              | APG              | SPG              | BPG              | PPG              | GP             | GS             | MPG            | FG%            | 3P%            | FT%            | RPG            | APG            | SPG            | BPG            | PPG            |
| ---------------------------------------------------------------------------------------- | --------- | ---------------- | ---------------- | ---------------- | ---------------- | ---------------- | ---------------- | ---------------- | ---------------- | ---------------- | ---------------- | ---------------- | -------------- | -------------- | -------------- | -------------- | -------------- | -------------- | -------------- | -------------- | -------------- | -------------- | -------------- |
| 2007/08                                                                                  | Шарлотт   | 73               | 14               | 19,0             | 46,8             | 22,0             | 73,7             | 3,9              | 1,1              | 0,8              | 0,1              | 5,8              | Не участвовал  | Не участвовал  | Не участвовал  | Не участвовал  | Не участвовал  | Не участвовал  | Не участвовал  | Не участвовал  | Не участвовал  | Не участвовал  | Не участвовал  |
| 2008/09                                                                                  | Шарлотт   | 20               | 7                | 21,4             | 46,9             | 37,5             | 62,5             | 3,0              | 1,0              | 0,9              | 0,1              | 5,4              | Не участвовал  | Не участвовал  | Не участвовал  | Не участвовал  | Не участвовал  | Не участвовал  | Не участвовал  | Не участвовал  | Не участвовал  | Не участвовал  | Не участвовал  |
| 2008/09                                                                                  | Финикс    | 48               | 0                | 15,2             | 48,1             | 39,4             | 69,1             | 3,0              | 0,8              | 0,8              | 0,1              | 5,5              | Не участвовал  | Не участвовал  | Не участвовал  | Не участвовал  | Не участвовал  | Не участвовал  | Не участвовал  | Не участвовал  | Не участвовал  | Не участвовал  | Не участвовал  |
| 2009/10                                                                                  | Финикс    | 82               | 1                | 24,3             | 45,9             | 45,8             | 75,4             | 3,4              | 1,4              | 1,0              | 0,2              | 8,2              | 16             | 0              | 23,6           | 46,5           | 42,4           | 60,7           | 3,8            | 1,8            | 1,1            | 0,4            | 7,6            |
| 2010/11                                                                                  | Финикс    | 82               | 15               | 26,1             | 47,7             | 41,5             | 74,3             | 3,9              | 1,3              | 1,1              | 0,2              | 10,6             | Не участвовал  | Не участвовал  | Не участвовал  | Не участвовал  | Не участвовал  | Не участвовал  | Не участвовал  | Не участвовал  | Не участвовал  | Не участвовал  | Не участвовал  |
| 2011/12                                                                                  | Финикс    | 65               | 60               | 31,1             | 48,5             | 38,3             | 72,6             | 4,6              | 1,7              | 0,8              | 0,3              | 12,7             | Не участвовал  | Не участвовал  | Не участвовал  | Не участвовал  | Не участвовал  | Не участвовал  | Не участвовал  | Не участвовал  | Не участвовал  | Не участвовал  | Не участвовал  |
| 2012/13                                                                                  | Финикс    | 79               | 50               | 27,5             | 46,8             | 39,1             | 79,6             | 3,1              | 2,6              | 0,9              | 0,1              | 10,9             | Не участвовал  | Не участвовал  | Не участвовал  | Не участвовал  | Не участвовал  | Не участвовал  | Не участвовал  | Не участвовал  | Не участвовал  | Не участвовал  | Не участвовал  |
| 2013/14                                                                                  | Клипперс  | 74               | 43               | 23,4             | 43,8             | 36,0             | 65,5             | 2,2              | 1,4              | 0,6              | 0,1              | 6,9              | 7              | 0              | 6,4            | 27,3           | 50,0           | -              | 0,9            | 0,3            | 0,1            | 0,0            | 1,3            |
| 2014/15                                                                                  | Милуоки   | 72               | 22               | 23,8             | 46,8             | 38,5             | 71,6             | 3,1              | 1,8              | 1,0              | 0,2              | 7,2              | 6              | 0              | 18,4           | 46,7           | 57,1           | 57,1           | 1,8            | 1,3            | 2,0            | 0,3            | 6,7            |
| 2015/16                                                                                  | Вашингтон | 81               | 41               | 25,9             | 47,8             | 42,0             | 73,5             | 3,5              | 2,1              | 0,9              | 0,2              | 7,9              | Не участвовал  | Не участвовал  | Не участвовал  | Не участвовал  | Не участвовал  | Не участвовал  | Не участвовал  | Не участвовал  | Не участвовал  | Не участвовал  | Не участвовал  |
| 2016/17                                                                                  | Финикс    | 64               | 7                | 21,3             | 45,4             | 37,9             | 66,2             | 3,5              | 1,9              | 0,7              | 0,3              | 6,8              | Не участвовал  | Не участвовал  | Не участвовал  | Не участвовал  | Не участвовал  | Не участвовал  | Не участвовал  | Не участвовал  | Не участвовал  | Не участвовал  | Не участвовал  |
| 2017/18                                                                                  | Финикс    | 48               | 0                | 14,3             | 39,3             | 36,3             | 77,1             | 2,0              | 1,6              | 0,5              | 0,2              | 3,2              | Не участвовал  | Не участвовал  | Не участвовал  | Не участвовал  | Не участвовал  | Не участвовал  | Не участвовал  | Не участвовал  | Не участвовал  | Не участвовал  | Не участвовал  |
| 2018/19                                                                                  | Бруклин   | 59               | 25               | 20,7             | 42,3             | 35,1             | 69,6             | 2,6              | 1,4              | 0,6              | 0,3              | 4,9              | 4              | 2              | 20,6           | 27,3           | 22,2           | 100,0          | 0,5            | 2,8            | 0,8            | 0,3            | 3,0            |
| 2019/20                                                                                  | Лейкерс   | 45               | 1                | 8,1              | 40,0             | 42,9             | 100,0            | 1,2              | 0,6              | 0,3              | 0,1              | 1,5              | 9              | 0              | 3,4            | 0,0            | 0,0            | -              | 0,2            | 0,0            | 0,4            | 0,1            | 0,0            |
| 2020/21                                                                                  | Лейкерс   | 12               | 0                | 6,7              | 22,2             | 33,3             | -                | 1,8              | 0,4              | 0,1              | 0,1              | 0,5              | 2              | 0              | 2,5            | -              | -              | -              | 0,0            | 0,0            | 0,0            | 0,0            | 0,0            |
|                                                                                          | Всего     | 904              | 286              | 22,3             | 46,3             | 39,3             | 73,2             | 3,2              | 1,5              | 0,8              | 0,2              | 7,3              | 44             | 2              | 14,8           | 42,3           | 41,8           | 64,1           | 1,8            | 1,1            | 0,9            | 0,2            | 4,2            |
| Наведите курсор мыши на аббревиатуры в заголовке таблицы, чтобы прочесть их расшифровку. |           |                  |                  |                  |                  |                  |                  |                  |                  |                  |                  |                  |                |                |                |                |                |                |                |                |                |                |                |

### Статистика в NCAA
| Сезон | Команда        | Conf     | Class | GP  | GS  | MPG  | FG%  | 3P%  | FT%  | RPG | APG | SPG | BPG | PPG  |
| --- | -------------- | -------- | ----- | --- | --- | ---- | ---- | ---- | ---- | --- | --- | --- | --- | ---- |
| 2003/04 | Бостон Колледж | Big East | FR    | 34  | 34  | 34,0 | 46,5 | 31,6 | 72,3 | 6,6 | 2,8 | 1,3 | 0,2 | 11,9 |
| 2004/05 | Бостон Колледж | Big East | SO    | 30  | 30  | 36,0 | 48,8 | 33,3 | 75,4 | 7,5 | 3,2 | 1,6 | 0,2 | 16,5 |
| 2005/06 | Бостон Колледж | ACC      | JR    | 36  | 36  | 37,2 | 49,4 | 35,1 | 71,0 | 6,6 | 3,2 | 1,1 | 0,3 | 16,7 |
| 2006/07 | Бостон Колледж | ACC      | SR    | 30  | 30  | 38,4 | 56,2 | 44,3 | 74,3 | 8,3 | 3,0 | 1,4 | 0,3 | 19,0 |
| Всего | Всего          | Всего    | Всего | 130 | 130 | 36,4 | 50,4 | 36,5 | 73,1 | 7,2 | 3,0 | 1,4 | 0,3 | 15,9 |
| Наведите курсор мыши на аббревиатуры в заголовке таблицы, чтобы прочесть их расшифровку Статистика приведена с сайта sports-reference.com |                |          |       |     |     |      |      |      |      |     |     |     |     |      |

## Личная жизнь
Дадли принял участие в съемках комедии Movie 43, где сыграл баскетболиста.